# 恋愛のススメ
『恋愛のススメ』（れんあいのススメ）は、フジテレビで放送された関東ローカルのバラエティ番組。
第1回は2011年11月12日25:10 - 26:10（日本標準時土曜日未明）、第2回は2012年3月26日月曜日、24:40 - 25:35（3月27日未明）にそれぞれ放送された。
恋愛を学術的見地から、分析。モテるためにはどうしたらいいのか?を教えてくれる番組。

## 概要
芸能界の恋愛マスター田村淳と早稲田大学国際教養学部教授森川友義が恋愛偏差値の低いタレントゲストに恋愛学の授業を行う番組。

## 出演者

### 恋愛学講師
- 田村淳（ロンドンブーツ1号2号）
- 森川友義（早稲田大学国際教養学部教授）

### 第1回放送ゲスト
- 麻木久仁子
- 安田美沙子
- 隅田美保（アジアン）
- ライセンス
- トリンドル玲奈
- カリカやしろ

### 第2回放送ゲスト
- いとうあさこ
- 優木まおみ
- 南明奈
- たんぽぽ
- 河北麻友子
- 谷村奈南
- 竹内友佳（フジテレビアナウンサー）

## スタッフ
- ナレーター：牧原俊幸（フジテレビアナウンサー）
- 構成：渡辺健久、竹内真里
- 美術：佐々木順子
- セットデザイン：あべ木陽次
- 美術進行：石田博己
- TD・SW：先崎聡
- カメラ：横山大輔
- 編集：酒井大輔、佐川正弘
- 音響効果：安原裕人
- AD:：加藤武
- ディレクター：夫馬教行
- 演出：堀川香奈
- プロデューサー：三浦淳、岡田雅世
- チーフプロデューサー：神原孝
- 制作：フジテレビバラエティ制作センター
- 制作著作：フジテレビ